# Mel Kaufman
Melvin Kaufman (Los Angeles, 24 de fevereiro de 1958 – San Luis Obispo, 7 de fevereiro de 2009) foi um jogador profissional de futebol americano estadunidense.

## Carreira
Ele foi campeão da temporada de 1987 da National Football League jogando pelo Washington Redskins.